# شيلدون رينولدز
شيلدون رينولدز (بالإنجليزية: Sheldon Reynolds)‏ هو كاتب سيناريو ومخرج أمريكي، ولد في 10 ديسمبر 1923 في فيلادلفيا في الولايات المتحدة، وتوفي في 25 يناير 2003.

## وصلات خارجية
- شيلدون رينولدز على موقع IMDb (الإنجليزية)
- شيلدون رينولدز على موقع ألو سيني (الفرنسية)
- شيلدون رينولدز على موقع أول موفي (الإنجليزية)
- شيلدون رينولدز على موقع قاعدة بيانات الأفلام السويدية (السويدية)
- شيلدون رينولدز على موقع قاعدة بيانات الفيلم (الإنجليزية)
- شيلدون رينولدز على موقع كينوبويسك (الروسية)